# 1171
| Calendário gregoriano                                                        | 1171 MCLXXI                                           |
| Ab urbe condita                                                              | 1924                                                  |
| Calendário arménio                                                           | 620 – 621                                             |
| Calendário bahá'í                                                            | -673 – -672                                           |
| Calendário budista                                                           | 1715                                                  |
| Calendário chinês                                                            | 3867 – 3868 Início a 7 de fevereiro (aproximadamente) |
| Calendário copta                                                             | 887 – 888                                             |
| Calendário etíope                                                            | 1163 – 1164                                           |
| Calendários hindus - Vikram Samvat - Calendário nacional indiano - Cáli Iuga | 1226 – 1227 1092 – 1093 4271 – 4272                   |
| Calendário Holoceno                                                          | 11171                                                 |
| Calendário islâmico                                                          | 566 – 567                                             |
| Calendário judaico                                                           | 4931 – 4932                                           |
| Calendário persa                                                             | 549 – 550                                             |
| Calendário rúnico                                                            | 1421                                                  |
| Calendário solar tailandês                                                   | 1714                                                  |

1171 (MCLXXI, na numeração romana) foi um ano comum do século XII do Calendário Juliano, da Era de Cristo, a sua letra dominical foi C (52 semanas), teve início a uma sexta-feira e terminou também a uma sexta-feira. No reino de Portugal estava em vigor a Era de César que já contava 1209 anos.
| Ano completo                       |
| ---------------------------------- |
| Ano comum com início à sexta-feira |

## Eventos
- É enviada uma embaixada por Fernando II de Leão a D. Afonso Henriques, para reiterar o tratado de 1168.
- Na sequência da prisão de todos os venezianos residentes no Império Bizantino, a República de Veneza ocupa Quios, que é retomada pouco depois pelos bizantinos por uma frota comandada por Andrónico Contostefano.

## Nascimentos
- 15 de Agosto - Rei Afonso IX de Leão (m. 1230).

## Mortes
- 8 de Novembro - Balduíno IV, conde de Hainaut nasceu em 1109.
- Itier de Rethel, castelão de Vitry-Laché.
- Nicolau de Avesnes n. 1129, Senhor de Avesnes e Conde, de Leuze e de Landrecies.